# Wilhelm Gottlieb Friedrich Beitler
Wilhelm Gottlieb Friedrich Beitler (* 17. Februar 1745 in Reutlingen; † 24. September 1811 in Mitau) war ein deutscher Mathematiker und Astronom.
Beitler studierte in Tübingen Jura und Mathematik und wurde 1767 Rechtsanwalt. In der Folge begab er sich als Lehrer der Gräfin Skorzewska nach Polen, kehrte aber 1773 nach Deutschland zurück. 1774 wurde er auf Empfehlung von Johann Georg Sulzer als Professor für Mathematik an die Academia Petrina nach Mitau berufen, wo er auch seit 1778 Astrom der dortigen Sternwarte war.
Er wurde vor allem für seine Beobachtungen zu den Trabanten des Jupiter bekannt, welche später unter anderem auch von Jérôme Lalande verwendet wurden.
Er war Ehrenmitglied der Russischen Akademie der Wissenschaften in Sankt Petersburg.

## Werke
- Nova analysis aequationum cubicarum (1778)
- Von den Planeten unseres Sonnensystems (1811)